# Llorer (grup)
Llorer és un grup musical de Barcelona. Va guanyar el premi èxit de la 13a edició del premi de maquetes Sona9 (2013).